# Baye Djiby Fall
Baye Djiby Fall (* 20. April 1985 in Thiès) ist ein senegalesischer ehemaliger Fußballspieler.

## Karriere

### Verein
Fall begann mit dem Fußballspielen im Senegal bei Espoir Saint Louis. Im Sommer 2003 wechselte er in die Nachwuchsmannschaft des französischen Erstligisten AJ Auxerre. Nach zwei Spielzeiten verließ er den Klub und wechselte zum französischen Viertligisten FC Bourg-Péronnas. Nach einem halben Jahr wechselte er im Januar 2006 zum klassengleichen AS Vitré, bei dem er acht Tore in 16 Spielen erzielte.
Im Sommer 2006 wurde er vom dänischen Erstligisten Randers FC verpflichtet. Er wurde in der Saison 2006/07 mit 14 Toren in 30 Spielen viertbester Torjäger der Liga. Anschließend wechselte er im Sommer 2007 für 1,5 Millionen Euro zum Al Ain Club in den Vereinigten Arabischen Emiraten, bei dem er sich jedoch nicht durchsetzen konnte. Daher wechselte er nach einem halben Jahr für eine Million Euro nach Dänemark zu Odense BK zurück. Dort erzielte er 19 Tore in 31 Spielen. Er wurde außerdem in der dänischen Superliga zum besten Spieler gewählt.
Im März 2009 wechselte er für eine Ablösesumme von 4,7 Millionen Euro zum russischen Erstligisten Lokomotive Moskau, bei dem er sich nicht durchsetzen konnte. Deshalb wurde er für die Saison 2010 an den norwegischen Erstligisten Molde FK ausgeliehen. Dort wurde er mit 16 Toren in 28 Spielen Torschützenkönig der Tippeligaen. Nach seiner Rückkehr nach Moskau war er weiterhin nur Ergänzungsspieler und wurde im Sommer 2011 für ein halbes Jahr an Odense BK ausgeliehen.
Anfang 2012 wechselte er ablösefrei zum belgischen Erstligisten Sporting Lokeren, mit dem er belgischer Pokalsieger wurde. Anfang August unterschrieb er einen Dreijahresvertrag bis Ende Juni 2015 beim deutschen Bundesligisten SpVgg Greuther Fürth. Die Saison 2012/2013 verlief für Fall mehr als enttäuschend. Nachdem er in den ersten beiden Saisonspielen und im Pokal noch zur Startelf Fürths gezählt hatte, verletzte er sich bereits am zweiten Spieltag schwer. Daraufhin kam er während der gesamten Saison zu keinem Einsatz mehr – auch weil eine erneute Trainingsverletzung im Februar 2013 sein Comeback verhinderte. Zu Beginn der Saison 2013/2014 realisierte Fall, dass die sportliche Leitung Fürths auch in der kommenden Saison in der 2. Bundesliga nicht besonders mit ihm plante. Daraufhin wechselte er am 1. September 2013, dem letzten Tag der Transferfrist, zurück zu seinem ehemaligen Verein Randers FC. Dort unterschrieb er einen Vertrag bis 2015.
Zur Saison 2015/16 wechselte er zum türkischen Zweitligisten Karşıyaka SK und spielte für diesen eine halbe Spielzeit lang. Im März 2016 wechselte er zum kasachischen Erstligisten Irtysch Pawlodar. Im Februar 2017 folgte dann der Wechsel in die USA zum Zweitligisten FC Cincinnati. Nach dem Ende der Saison war er vereinslos und unterschrieb im Sommer 2018 einen Vertrag bei Hobro IK in Dänemark. Dieser wurde allerdings zum Jahresbeginn 2019 wieder aufgehoben und danach seine Karriere beendet.

### Nationalmannschaft
Nach seinen guten Leistungen bei Randers FC und Odense BK wurde Fall 2009 für die senegalesische Fußballnationalmannschaft nominiert und kam zu zwei Einsätzen. Danach wurde er jedoch nicht mehr nominiert.

### Erfolge und Auszeichnungen
- Belgischer Pokalsieger: 2012
- Bester Spieler der dänischen Superliga: 2008
- Torschützenkönig der norwegischen Tippeligaen: 2010